# Bryni
Bryni fou un ealdorman de Sussex, que signava una carta sense data (però anterior al 705) com a Bruny dux Suthsax, on feia de testimoni per als reis Noðhelm i Watt. Brinfast Farm prop de Sidlesham a la península de Manhood (West Sussex), significa “fortalesa de Bryni”. No se sap si fa referència al mateix Bryni.